# Kasteel (bier)
Kasteel is een Belgisch biermerk dat gebrouwen wordt in Izegem door Kasteel Brouwerij Van Honsebrouck. Tot 2021 bestonden vijf soorten kasteelbier: blond, donker, tripel, rouge en hoppy. In 2021 introduceerde men Kasteel Nitro waarbij het koolzuurgas werd vervangen door stikstof en het bier uitsluitend in blik werd geleverd. 

## Achtergrond
Oorspronkelijk heette het bier Kasteelbier en zo wordt het nog steeds genoemd. Het eerste Kasteelbier, in de donkere variant, werd gebrouwen in 1989. Het eerste donkere kasteelbier had 11% alcoholvolume, nauwelijks schuim en was enkel in beperkte hoeveelheid in flesjes te krijgen.
Kasteelbier dankt zijn naam aan het kasteel van Ingelmunster, dat ook in bezit van de brouwerij is. Het werd aanvankelijk alleen verkocht in het kasteel van Ingelmunster. De brouwmeester Luc Vanhonsebrouck  hoopte zo op dezelfde lange rijen als aan de Sint-Sixtusabdij in Westvleteren.
Onder impuls van zijn zoon Xavier Vanhonsebrouck, die in 1991 kwam meewerken in de brouwerij, werd een marketingstrategie ontplooid om kasteelbier breder in de markt te zetten. Als shirtspsonsor van Eendracht Aalst (die toen speelde in 1e klasse) werd kasteelbier bekendgemaakt aan een breder publiek. Een commercieel succes volgde snel.
De bieren worden geschonken in een voetglas met een zeer lange steel en zijn in verschillende continenten verkrijgbaar. Rond 2007 werd de naam van het bier ingekort tot Kasteel.

## Soorten
- Kasteel Blond (7%); oorspronkelijk had Kasteelbier Blond een alcoholpercentage van 11%.[4] Met de naamswijziging en stijlaanpassing werd Kasteel Blond 7% en werd de naam van het vroegere Kasteelbier Blond gewijzigd in Kasteel Tripel
- Kasteel Tripel (11%)
- Kasteel Donker (11%); oorspronkelijk heette dit bier Kasteelbier Donker, daarna Kasteelbier Bruin, Kasteel Bruin en dan Kasteel Donker[5]
- Kasteel Rouge (8%), geïntroduceerd in 2007[6], een mengsel van het bruin bier met zoete kersen[7]. Deze soort maakt anno 2024 de helft uit van de omzet van de brouwerij[6].
- Kasteel Cuvée du Château (11%), geïntroduceerd in 2010, probeert de smaak van tien jaar oud bruin bier te reproduceren[8]
- Kasteel Hoppy (6,5%), geïntroduceerd in 2013, hoprijk blond bier
- Kasteel Nitro Rouge (7%), geïntroduceerd in 2021
- Kasteel Nitro Blond (6,5%), geïntroduceerd in 2021
- Kasteel Nitro Noir (5,7%)
- Kasteel Nitro Barista (11%)
- Kasteel Nitro Quad (11%)
- Kasteel Rubus Framboise (7%), geïntroduceerd in 2024
- Kasteel Rouge 0,0 (0,0%)

## Etiketbier
Kasteelbier Ooidonk, met op het etiket het Kasteel van Ooidonk, was een etiketbier van 11% van Kasteelbier Bruin.

## Galerij

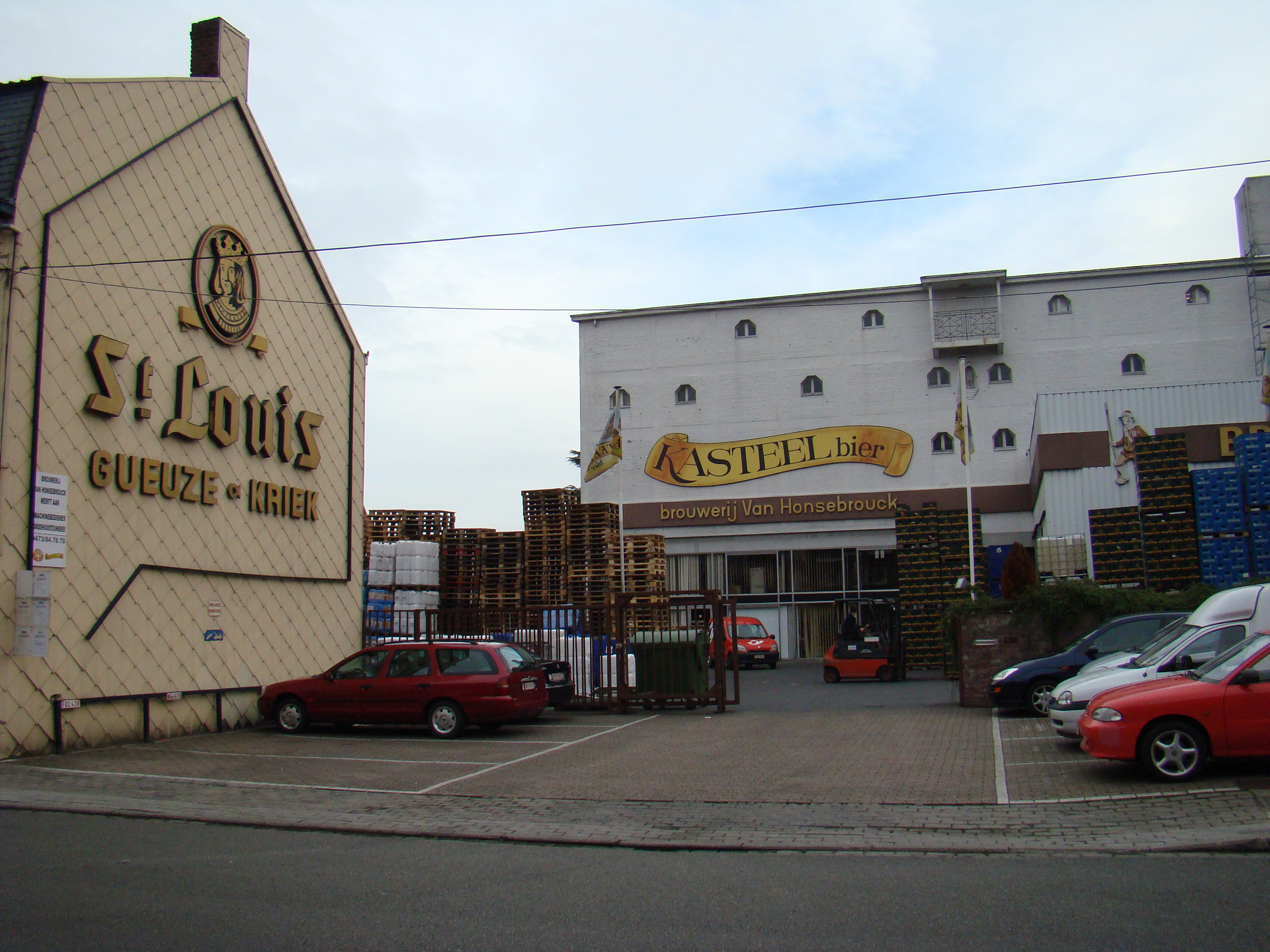
Voormalige brouwerij Van Honsebrouck in de gemeente Ingelmunster
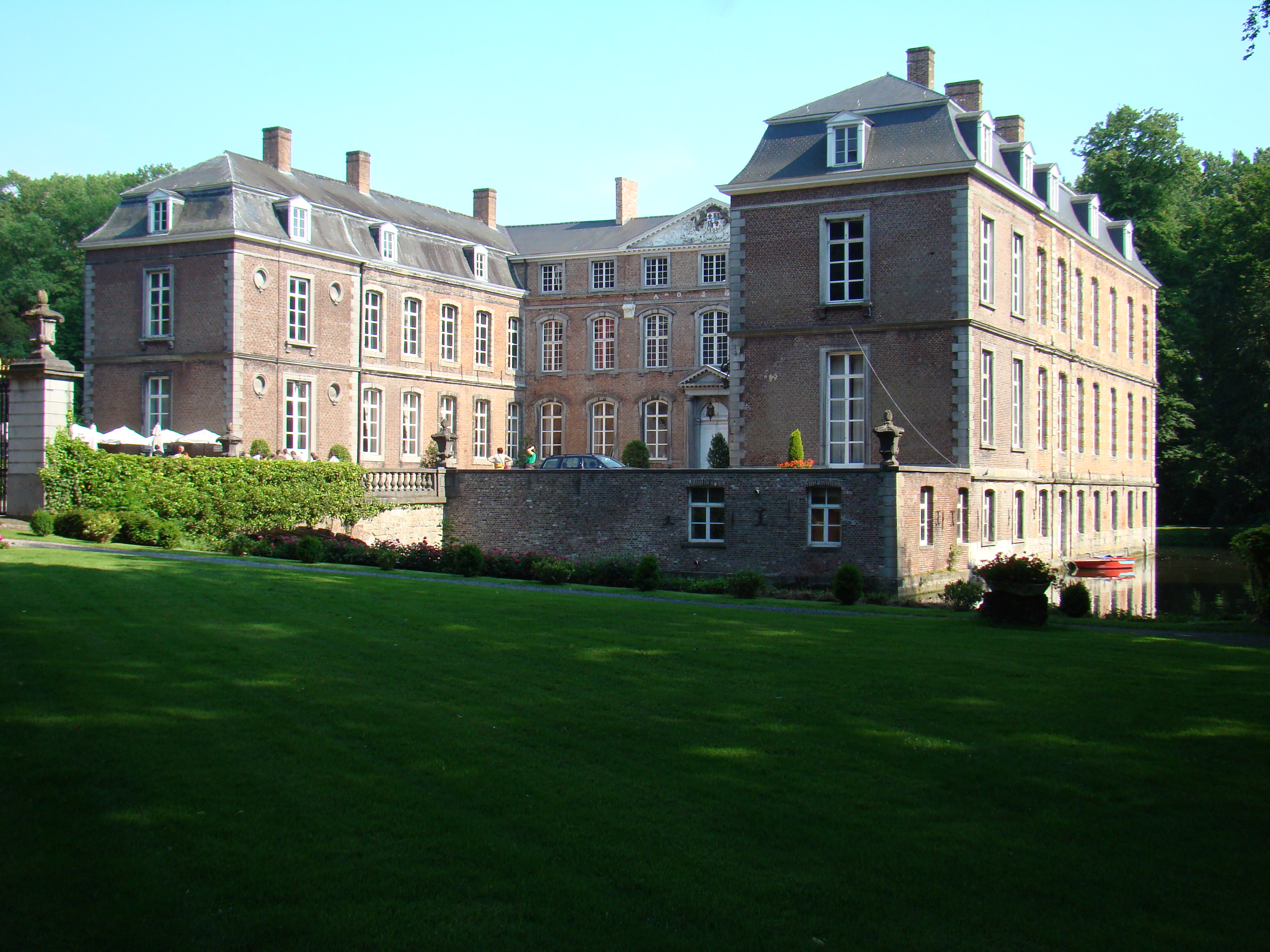
Het Kasteel van Ingelmunster